# Didymocarpus cordatus
Didymocarpus cordatus là một loài thực vật có hoa trong họ Tai voi. Loài này được Wall. ex A.DC. mô tả khoa học đầu tiên năm 1845.